# Teleiodes saltuum
Teleiodes saltuum là một loài bướm đêm thuộc họ Gelechiidae. Nó được tìm thấy ở Na Uy và Thụy Điển phía nam đến Pháp, Ý, Slovenia, Serbia và Montenegro và România và from Hà Lan phía đông đến Ba Lan.
Sải cánh dài 15–18 mm.
Ấu trùng ăn các loài Larix.

## Hình ảnh

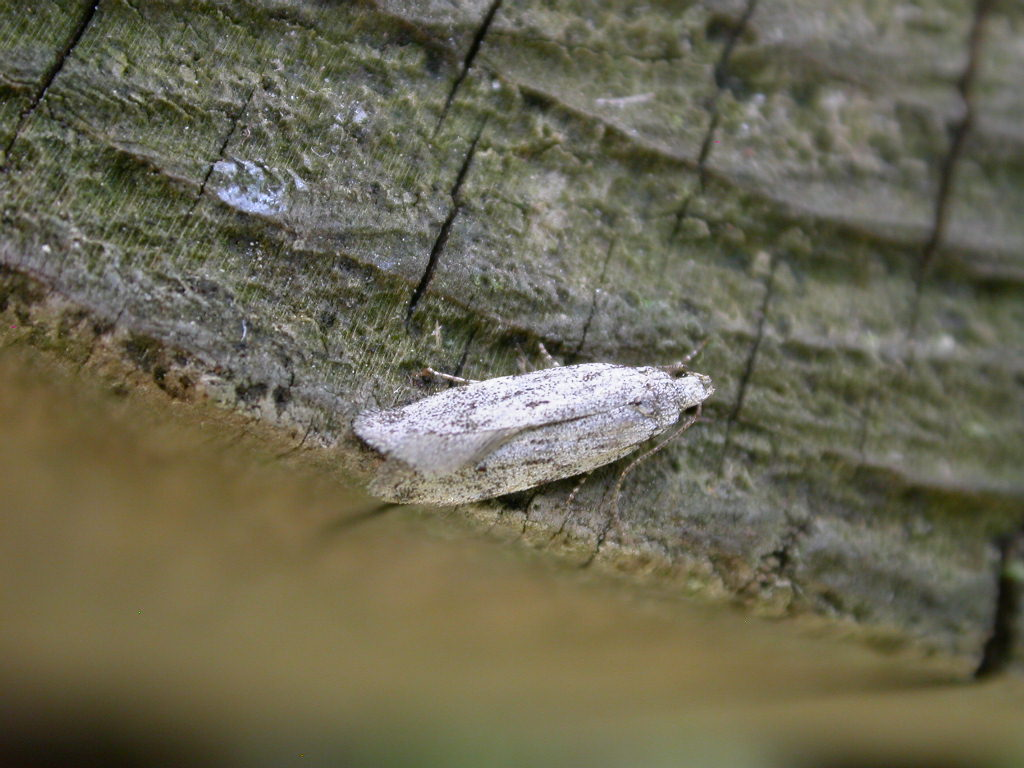